# クテクンベツ岳
クテクンベツ岳（クテクンベツだけ）は、北海道の標津郡中標津町にある標高995mの山である。

## 概要
知床連峰の西部、俣落岳と武佐岳の間にあるソーキップ岳から中標津町側に伸びる尾根上に位置する山である。国土地理院が発行する地形図には山名が記載されていないが一部の登山愛好家の間では知られた山である。
山名は南東側を流れるクテクンベツ川が由来であり、アイヌ語で「クテㇰ・ウン・ペッ（柵・ある・川）」を意味し、かつては鹿や熊を獲るための柵が設けられていたという。クテクンベツ川は連続する滝や柱状節理が見られる険しい沢であり、中でも落差25mのクテクンの滝は中標津町の観光地の一つとなっている。

## 登山
登山道は無いがクテクンの滝を見るために無雪期に登る人も少なくない。主にクテクンベツ川を遡上して山頂へ至るが沢登りの技術を求められる。中にはロープが設置されている箇所もあるが一部は劣化しているため注意が必要である。いくつも滝を登っていくが、クテクンの滝を登ることは不可能であるため右岸へ巻いて藪漕ぎをして上流を目指す。クテクンの滝より上部はさらに難易度が増し、10を超える数の滝を越えるほか山頂へは藪漕ぎを強いられる。クテクンベツ岳の山頂は巨岩の上にある。